# Мосійчук Галина Василівна
Мосійчу́к Гали́на Васи́лівна (26 квітня 1945, Стара Мощаниця — 12 квітня 2021, Дубно) — українська самобутня композиторка та виконавиця, лікарка, проживала в місті Дубно, авторка понад ста пісень, чотирнадцяти кліпів, семи компакт-дисків та п'яти збірників.

## Життєпис
Закінчила Львівське медичне училище № 2, працювала зубним лікарем у Дубенській стоматологічній поліклініці.
З 2000 року писала музику на слова українських поетів та виконувала ці твори. Велика кількість її пісень на слова дубенської поетеси Любові Пшеничної: «Маленька зіронька», «Катерина», «Жорна», «Мої земляки», «Бабине літо», «Дорога», «Кобзарева пісня», «Вербова колиска».
Співпрацювали із Галиною Мосейчук також поети Микола Береза (Рівне), Галина Галичанка (Бровари), Ярослава Савчук, Микола Денисюк (Дубно), Олександр Войтицький, Сергій Рачинець, Микола Фотюк (Ніжин), Василь Кирилюк (Чернігів), Микола Пшеничний, Ганна Костів-Гуска (Борщів).

## Нагороди та звання
- тричі лауреат першої премії — Першого, Другого та Третього Всеукраїнського фестивалів-конкурсів мистецтв студентів вищих медичних закладів України (у містах Тернополі, Чорткові та Дубно);
- Лауреат першої Премії Першого Всеукраїнського міжнаціонального фестивалю-конкурсу «Обіймись, Україно» (м. Київ)
- володар Гран Прі XXII Всеукраїнського сільського фестивалю мистецтв «Боромля» (2007)
- Лауреат XX Всеукраїнського фестивалю-конкурсу сучасної української естрадної пісні «Пісенний вернісаж — 2008» (м. Київ)
- Лауреат Першої премії Третього Всеукраїнського фестивалю-конкурсу мистецтв «Кришталевий Трускавець» (2008)
- учасник Кравянського фестивалю чеської пісні (м. Прага, 2007, 2008)
- «Жінка року — 2003» у номінації «Жінки — працівники культури і творчих професій»
- нагородження Дипломом Лауреата літературно-мистецької премії імені Авеніра Коломийця (2011).
- нагороджена грамотою обласної ради як керівник фермерського господарства «Катерина»,
- відзначена Дипломом громадського рейтингу «Кришталевий жолудь» Дубенської міської територіальної громади в номінації «Творча особистість» (2006).
- член Міжнародного громадського об'єднання «Рівненське земляцтво»
- член Національної всеукраїнської музичної спілки
- член творчої спілки «Асоціація діячів естрадного мистецтва України»

## Публікації
- Мосійчук Г. В. Яблунева пісня: Збірник пісень. — Дубно, 2002.
- Мосійчук Г. В. Прилечу до тебе: Збірник пісень. — Дубно,2006. — 45с.
- Мосійчук Г. В. На крилах любові: Збірник пісень — Дубно,2009. — 40с.
- Мосійчук Г. В. Рідна сторона: Збірник пісень. — Дубно,2011. — 28с.
- Мосійчук Г. В. Червоні кетяги калини: Збірник пісень. — Дубно.2011.